# 莱达雅西镇区
莱达雅西镇区，是缅甸仰光省永盛县下辖的一个镇区。

## 历史沿革
2020年1月31日，仰光北县莱达雅镇区拆分为莱达雅东镇区和莱达雅西镇区两个镇区。
2022年4月30日，莱达雅西镇区划归永盛县管辖。